# Глухий твердопіднебінно-м'якопіднебінний фрикативний
Глухий твердопіднебінно-м'якопіднебінний фрикативний — тип звука, що існує в деяких мовах, що часто виступає як приголосний, але інколи як голосний або проміжний між ними. Символ Міжнародного фонетичного алфавіту для цього звука — ɧ, а відповідний символ X-SAMPA — x.
Хоча [ɧ] описується як придиховий відповідник наступного голосного через відсутність місця й способу творення в багатьох мовах, він може мати гортанну перепону в деяких мовах, наприклад фінській, що робить його фрикативним.